# فيرجيل سواريز
فيرجيل سواريز (بالإنجليزية: Virgil Suárez)‏ (1962، هافانا في كوبا)؛ شاعر وروائي أمريكي.